# Makoto Itō (economista)
Itō Makoto (伊藤 誠?  20 de abril de 1936 – 7 de febrero de 2023) fue un economista japonés considerado internacionalmente como uno de los estudiosos más importantes de la teoría del valor de Karl Marx. Enseñó en la Universidad Kokugakuin de Tokio y fue profesor emérito de la Universidad de Tokio.
Itō pertenecía a la escuela de pensamiento económico fundada por Kozo Uno y fue uno de los pocos economistas marxistas japoneses que publicó ampliamente en revistas de habla inglesa como Science & Society, Monthly Review, Capital & Class, New Left Review y Ampo. Publicó 24 libros, de los cuales 6 están en inglés y 5 están traducidos y publicados en chino.
Itō murió de un ataque cardíaco el 7 de febrero de 2023, a la edad de 86 años.